# Paul Fusco
Pour les articles homonymes, voir Fusco.
Paul Fusco, né le 29 janvier 1953 à New Haven, Connecticut, est un marionnettiste, acteur et voix off américain. 
Il est surtout connu comme le marionnettiste et la voix du personnage principal de la sitcom Alf pour laquelle il a également été créateur, scénariste, producteur et réalisateur. Dans son prolongement, il a créé la société de production Alien Productions avec Tom Patchett et Bernie Brillstein.

## Biographie
Fusco a créé le personnage d'Alf en 1984, à l'aide d'une marionnette d'aspect extraterrestre qui faisait le tour de sa maison, ce qui avait pour habitude d'ennuyer sa famille et ses amis. Il souhaitait créer une émission télévisée basée sur le personnage. Par l'intermédiaire de Bernie Brillstein, il a rencontré Tom Patchett. Ensemble, ils ont mis au point le concept de la sitcom Alf. Ils ont présenté l’idée à Brandon Tartikoff, de NBC, qui l'a aimée et a commandé la série. Alf a connu un succès retentissant à partir de 1986 et durant quatre saisons au cours desquelles 99 épisodes ont été produits.
NBC a annulé inopinément Alf en 1990 après la fin de la production de la saison 4, laissant le dernier épisode (Consider Me Gone) sous la forme d'un cliffhanger non résolu. ABC a offert à Fusco de clore l'histoire, et a produit un téléfilm en 1996, intitulé Opération Alf, avec Martin Sheen. Le film (produit par Paul Fusco Productions) a vu Alf s'échapper de la base militaire où il avait été arrêté pour des tests, mais le scientifique qui, selon lui, l'aidera est en train de comploter pour exposer son existence au monde entier lors d’un débat télévisé.
Fusco a gardé Alf sous les projecteurs aussi longtemps que possible après Opération Alf. Entre 1996 et 2001, Alf a fait de nombreuses apparitions à la télévision, notamment The Cindy Margolis Show, Talk Soup et Love Boat: The Next Wave. Fusco a poursuivi la tendance en présentant Alf au programme du 75e anniversaire de la chaîne NBC et aux récompenses TV Land de 2003. En 2004, il a repris sa place sur Hollywood Squares et est également devenu le porte-parole de la compagnie de téléphone 10-10-220. Les produits dérivés de Alf ont également été proposés sous la forme d'affiches, de jouets et de t-shirts. La version DVD nord-américaine de la sitcom originale a suscité beaucoup de réactions critiques de la part du distributeur Lionsgate Home Entertainment, qui souhaitait utiliser des versions modifiées au lieu de remastériser les versions originales non coupées diffusées sur NBC, ce qui a entraîné de mauvaises ventes. Inversement, la version allemande du DVD comprenait des épisodes complets pour la totalité des 99 épisodes, à l'exception de trois.
La renaissance de Alf a conduit au Alf It Talk Show en 2004, créé et produit par Fusco pour TV Land. Le spectacle était un mélange de discussions de célébrités et de sketches filmés devant un public de Sunset Boulevard à Hollywood. En novembre 2007, Alf est apparu comme « l'icône télévisée de la semaine » dans The O'Reilly Factor.

## Filmographie
| Année     | Film                                                       | Rôle                                 | Remarques                                 |
| --------- | ---------------------------------------------------------- | ------------------------------------ | ----------------------------------------- |
| 1972      | M. Goober                                                  |                                      |                                           |
| 1981      | La couronne de bogg                                        |                                      |                                           |
| 1982      | La Saint Valentin qui n'était presque pas                  |                                      |                                           |
| 1983      | Sac à jouets magique du père Noël                          |                                      |                                           |
| 1983      | Une histoire de Pâques                                     |                                      |                                           |
| 1983      | Un quatrième lointain                                      |                                      |                                           |
| 1983      | Un conte de Thanksgiving                                   |                                      |                                           |
| 1984      | Le joyau de pierre de lune                                 |                                      |                                           |
| 1985      | Le cirque de Dumbo                                         |                                      |                                           |
| 1985      | Kidstime avec TX Critter                                   | marionnettiste et voix de TX Critter |                                           |
| 1986-1990 | Alf                                                        | marionnettiste et voix d'Alf         | Série télévisée (103 épisodes, 1986–1990) |
| 1987      | Alf : La série animée                                      |                                      |                                           |
| 1987      | Matlock                                                    |                                      | 1 épisode                                 |
| 1988      | Contes Alf                                                 |                                      |                                           |
| 1990      | Des stars du dessin animé à la rescousse                   |                                      |                                           |
| 1990      | Un Noël très au détail                                     |                                      |                                           |
| 1991      | Petite Fleur                                               |                                      | 1 épisode                                 |
| 1991      | Spacecats                                                  |                                      |                                           |
| 1996      | Opération Alf                                              |                                      |                                           |
| 1999      | Love Boat: La prochaine vague                              |                                      | 1 épisode                                 |
| 2000      | Le spectacle de Cindy Margolis                             |                                      | 1 épisode                                 |
| 2002      | Spécial NBC 75e anniversaire                               |                                      |                                           |
| 2003      | TV Land Awards: une célébration de la télévision classique |                                      |                                           |
| 2004      | Hollywood Squares                                          |                                      |                                           |
| 2004      | Hit Talk Show de la FAL                                    |                                      | 7 épisodes                                |
| 2007      | Le facteur O'Reilly                                        |                                      | 1 épisode                                 |
| 2011      | Good Morning America                                       |                                      | 1 épisode                                 |
| 2012      | La semaine Alf du Hub                                      |                                      |                                           |
| 2016      | L'art du deal de Donald Trump : le film                    | Alf                                  |                                           |
| 2016      | Mr. Robot                                                  | marionnettiste et voix d'Alf         | S02E06                                    |
| 2019      | Jeune Sheldon                                              | Alf                                  | S02E11                                    |
| À venir   | Alf : Le film                                              |                                      | Producteur                                |